# Kotī Lateh
Kotī Lateh (persiska: كتی لته, كُتی لَتَك) är en ort i Iran.   Den ligger i provinsen Mazandaran, i den norra delen av landet, 150 km nordost om huvudstaden Teheran. Kotī Lateh ligger 157 meter över havet och antalet invånare är 440.
Terrängen runt Kotī Lateh är kuperad söderut, men norrut är den platt.Runt Kotī Lateh är det ganska glesbefolkat, med 34 invånare per kvadratkilometer. Närmaste större samhälle är Bālā Sar Rost, 19,4 km nordväst om Kotī Lateh. I omgivningarna runt Kotī Lateh växer huvudsakligen savannskog.